# Кошеца
Кошеца (слч. Košeca) насељено је мјесто са административним статусом сеоске општине (слч. obec) у округу Илава, у Тренчинском крају, Словачка Република.

## Становништво
| Година:    | 1994. | 2004.   | 2014.   | 2024.    |
| ---------- | ----- | ------- | ------- | -------- |
| Број људи: | 2434  | 2474    | 2564    | 2826     |
| Разлика:   |       | +1,64 % | +3,63 % | +10,21 % |

| Година:    | 2023. | 2024.   |
| ---------- | ----- | ------- |
| Број људи: | 2830  | 2826    |
| Разлика:   |       | -0,14 % |

Према подацима о броју становника из 2023. године насеље је имало 2830 становника.